# Kupferminen am Mount Gabriel

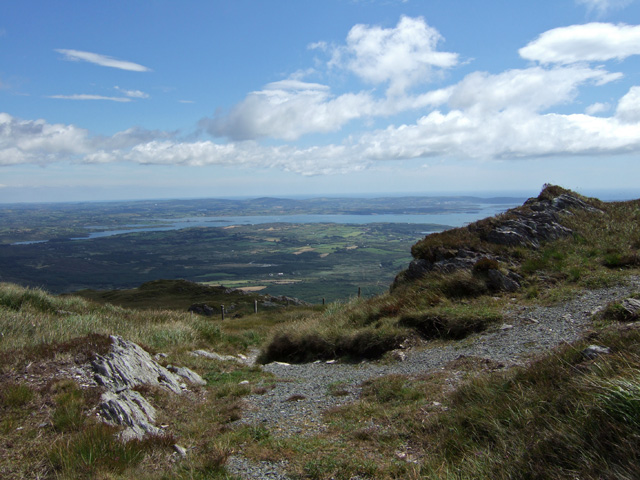
Gipfel des Mount Gabriel

Die Kupferminen am Mount Gabriel liegen am Südosthang des Berges Mount Gabriel (irisch Cnoc Osta) nördlich der Stadt Schull (An Scoil) im Townland Skeagh (An Sceach) auf der Mizen-Halbinsel im County Cork in Irland.
Sie stammen nach Radiokohlenstoffdatierungen, die ein Alter zwischen 3200 und 1500 vor Christus ergaben, aus der frühen Bronzezeit. Die Alterseinstufung ist nicht unumstritten: eine alternative Theorie von Stephen Briggs geht davon aus, dass die Minen viel jünger sind und aus dem späten 19. Jahrhundert stammen. Seinen Argumenten wurde jedoch von vielen irischen Archäologen widersprochen.
Es wurden mehr als 25 Gruben und kurze Schächte von maximal 9 Metern Länge entdeckt. Diese wurden mit Steinwerkzeugen in den Fels geschlagen. Dabei wurde zuvor das Gestein mit Feuer erhitzt und dann mit Wasser rasch abgekühlt. Dadurch ließen sich die Steine bei der Bearbeitung leichter absplittern. Zahlreiche Steinschlägel und Stücke dieser Werkzeuge wurden in den Schächten und Abraumhalden gefunden. Die Abraumhalden bestehen vor allem aus dem zerkleinerten Gestein, aus dem die erzführenden Stücke ausgelesen wurden. Öfen zum Rösten und Schmelzen des Kupfererzes wurden jedoch nicht gefunden.
Die Kupfererzvorkommen auf den südwestlichen Halbinseln Irlands waren vielleicht ein Faktor, der zur verstärkten Besiedlung der Region beitrug. Zu den archäologischen Fundstellen dieser Gegend zählt auch das ebenfalls nahe bei Schull gelegene Derrycarhoon, wo unter einer mehr als 4 Meter dicken Torfschicht sechs bronzezeitliche Kupferminen gefunden wurden, in denen sich zahlreiche Werkzeuge, darunter eine Holzleiter, erhalten haben.
Eine Beziehung der bronzezeitlichen Metallurgie in Irland zu jener auf der Iberischen Halbinsel und zur Glockenbecherkultur konnte bisher nicht eindeutig nachgewiesen werden.
Die Fundstücke aus den bronzezeitlichen Kupferminen am Mount Gabriel werden in der archäologischen Sammlung des National Museum of Ireland aufbewahrt.